# Swiss Super League
Raiffeisen Super League – najwyższa w hierarchii klasa męskich ligowych rozgrywek piłkarskich w Szwajcarii i Liechtensteinie, będąca jednocześnie najwyższym szczeblem centralnym (I poziom ligowy), utworzona w 1897 roku i zarządzana przez Swiss Football League (SFL), a wcześniej przez Szwajcarski Związek Piłki Nożnej (SFV/ASF). Zmagania w jej ramach toczą się cyklicznie (co sezon) i przeznaczone są dla 10 najlepszych krajowych klubów piłkarskich. Jej triumfator zostaje Mistrzem Szwajcarii, zaś najsłabsze drużyny są relegowane do Swiss Challenge League (II ligi szwajcarskiej).

## Historia
Mistrzostwa Szwajcarii w piłce nożnej rozgrywane są od 1897 roku. Niejednokrotnie zmieniał się format rozgrywek. W 2003 została założona Super League, rozgrywki której wystartowały po raz pierwszy w sezonie 2003/04.
Poprzednie nazwy:
| Lata      | Niemiecki               | Francuski               | Włoski                  |
| --------- | ----------------------- | ----------------------- | ----------------------- |
| 1897–1929 | Serie A                 | Serie A                 | Serie A                 |
| 1930–31   |                         | 1e Ligue                | Prima Lega              |
| 1931–44   | Nationalliga            | Ligue Nationale         | Lega Nazionale          |
| 1933      |                         | Challenge National      | Challenge National      |
| 1944–2003 | Nationalliga A          | Ligue Nationale A       | Lega Nazionale A        |
| 2003–2012 | Axpo Super League       | Axpo Super League       | Axpo Super League       |
| 2012–     | Raiffeisen Super League | Raiffeisen Super League | Raiffeisen Super League |

W Lidze Szwajcarskiej za każde zdobyte 10 mistrzostw przyznawana jest złota gwiazda, którą klub może umieścić nad herbem.

## System rozgrywek
Obecny format ligi zakładający brak podziału na grupy obowiązuje od sezonu 1933/34.
Rozgrywki składają się z 36 kolejek spotkań rozgrywanych pomiędzy drużynami systemem kołowym. Każda para drużyn rozgrywa ze sobą cztery mecze – dwa w roli gospodarza, dwa jako goście. Od sezonu 2003/04 w lidze występuje 10 zespołów. W przeszłości liczba ta wynosiła od 7 do 16. Drużyna zwycięska za wygrany mecz otrzymuje 3 punkty (do sezonu 1994/95 2 punkty), 1 za remis oraz 0 za porażkę.
Zajęcie pierwszego miejsca po ostatniej kolejce spotkań oznacza zdobycie tytułu Mistrzów Szwajcarii w piłce nożnej. Mistrz Szwajcarii oraz druga drużyna zdobywa prawo gry w eliminacjach do Ligi Mistrzów UEFA. Trzecia oraz czwarta drużyna zdobywają możliwość gry w Lidze Europy UEFA. Również zwycięzca Pucharu Szwajcarii startuje w fazie grupowej Lidze Europy lub, w przypadku, w którym zdobywca krajowego pucharu zajmie miejsce w czołowej dwójce ligi – możliwość gry w eliminacjach do Ligi Europy otrzymuje również piąta drużyna klasyfikacji końcowej. Zajęcie ostatniego miejsca wiąże się ze spadkiem drużyny do Challenge League.
W przypadku zdobycia tej samej liczby punktów, klasyfikacja końcowa ustalana jest na podstawie wyniku dwumeczu pomiędzy drużynami, w następnej kolejności, w przypadku remisu – na podstawie różnicy bramek w pojedynku bezpośrednim, następnie na podstawie ogólnego bilansu bramkowego osiągniętego w sezonie, większej liczby bramek zdobytych oraz w ostateczności za pomocą losowania.

## Skład ligi w sezonie 2025/26
| Uczestnicy poprzedniej edycji | Uczestnicy poprzedniej edycji | Uczestnicy poprzedniej edycji | Uczestnicy poprzedniej edycji |
| --- | ----------------------------- | ----------------------------- | ----------------------------- |
| BAS | FC Basel                      | Bazylea                       | 1                             |
| SER | Servette FC                   | Genewa                        | 2                             |
| YBO | BSC Young Boys                | Berno                         | 3                             |
| LUG | FC Lugano                     | Lugano                        | 4                             |
| LAU | FC Lausanne-Sport             | Lozanna                       | 5                             |
| LUZ | FC Luzern                     | Lucerna                       | 6                             |
| ZUR | FC Zürich                     | Zurych                        | 7                             |
| GAL | FC Sankt Gallen               | St. Gallen                    | 8                             |
| SIO | FC Sion                       | Sion                          | 9                             |
| WIN | FC Winterthur                 | Winterthur                    | 10                            |
| po barażach |                               |                               |                               |
| GRA | Grasshopper Club Zurych       | Zurych                        | 11                            |
| Spadek z Swiss Super League 2024/25 |                               |                               |                               |
| YVE | Yverdon-Sport FC              | Yverdon-les-Bains             | 12                            |
| Awans z Challenge League 2024/25 |                               |                               |                               |
| THU | FC Thun                       | Thun                          | 1                             |
| Oznaczenia: - kolumna pierwsza – skróty nazw drużyn, - kolumna trzecia – siedziba klubu, - kolumna czwarta – miejsce zajęte w poprzednim sezonie. |                               |                               |                               |

## Statystyka

### Tabela medalowa
Mistrzostwo Szwajcarii zostało do tej pory zdobyte przez 20 różnych drużyn.
Stan po sezonie 2024/25.
| Lp. | Klub                       | Miejsca na podium | Miejsca na podium | Miejsca na podium | Wygrane lata |    |    | |
| --- | -------------------------- | ----------------- | ----------------- | ----------------- | --- | -- | -- | --- |
| Lp. | Klub                       | 1.                | Grasshopper Club  | 27                | Wygrane lata | 21 | 13 | 1898, 1900, 1901, 1905, 1921, 1927, 1928, 1931, 1937, 1939, 1942, 1943, 1945, 1952, 1956, 1971, 1978, 1982, 1983, 1984, 1990, 1991, 1995, 1996, 1998, 2001, 2003 |
| 2.  | FC Basel                   | 21                | 10                | 6                 | 1953, 1967, 1969, 1970, 1972, 1973, 1977, 1980, 2002, 2004, 2005, 2008, 2010, 2011, 2012, 2013, 2014, 2015, 2016, 2017, 2025 |    |    | |
| 3.  | BSC Young Boys             | 17                | 19                | 12                | 1903, 1909, 1910, 1911, 1920, 1929, 1957, 1958, 1959, 1960, 1986, 2018, 2019, 2020, 2021, 2023, 2024                         |    |    | |
| 4.  | Servette FC                | 17                | 18                | 14                | 1907, 1918, 1922, 1925, 1926, 1930, 1933, 1934, 1940, 1946, 1950, 1961, 1962, 1979, 1985, 1994, 1999                         |    |    | |
| 5.  | FC Zürich                  | 13                | 9                 | 8                 | 1902, 1924, 1963, 1966, 1968, 1974, 1975, 1976, 1981, 2006, 2007, 2009, 2022                                                 |    |    | |
| 6.  | Lausanne Sports            | 7                 | 8                 | 8                 | 1913, 1932, 1935, 1936, 1944, 1951, 1965                                                                                     |    |    | |
| 7.  | FC Lugano                  | 3                 | 6                 | 12                | 1938, 1941, 1949 |    |    | |
| 8.  | FC La Chaux-de-Fonds       | 3                 | 3                 | 7                 | 1954, 1955, 1964 |    |    | |
| 9.  | FC Winterthur              | 3                 | 2                 | 1                 | 1906, 1908, 1917 |    |    | |
| 10. | FC Aarau                   | 3                 | 1                 | 3                 | 1912, 1914, 1993 |    |    | |
| 11. | Neuchâtel Xamax            | 2                 | 3                 | 7                 | 1987, 1988 |    |    | |
| 12. | FC Sion                    | 2                 | 2                 | 6                 | 1992, 1997 |    |    | |
| 13. | FC Sankt Gallen            | 2                 | 1                 | 4                 | 1904, 2000 |    |    | |
| 14. | FC Luzern                  | 1                 | 2                 | 3                 | 1989 |    |    | |
| 15. | FC Biel-Bienne             | 1                 | 2                 | 2                 | 1947 |    |    | |
| 16. | Étoile La Chaux-de-Fonds   | 1                 | 1                 | 0                 | 1919 |    |    | |
| 17. | FC Cantonal Neuchâtel      | 1                 | 0                 | 1                 | 1916 |    |    | |
| 18. | Anglo-American Club Zurich | 1                 | 0                 | 0                 | 1899 |    |    | |
| 18. | SC Brühl                   | 1                 | 0                 | 0                 | 1915 |    |    | |
| 18. | AC Bellinzona              | 1                 | 0                 | 0                 | 1948 |    |    | |
| 21. | FC Grenchen                | 0                 | 4                 | 1                 | |    |    | |
| 22. | FC Bern                    | 0                 | 3                 | 1                 | |    |    | |
|     | BSC Old Boys               | 0                 | 3                 | 1                 | |    |    | |
| 24. | Nordstern Basel            | 0                 | 3                 | 0                 | |    |    | |
| 25. | Young Fellows Zurych       | 0                 | 2                 | 2                 | |    |    | |
| 26. | FC Chiasso                 | 0                 | 1                 | 2                 | |    |    | |
| 27. | Urania Genève Sport        | 0                 | 1                 | 1                 | |    |    | |
| 28. | FC Thun                    | 0                 | 1                 | 0                 | |    |    | |
| 29. | FC Neuchâtel               | 0                 | 0                 | 1                 | |    |    | |
| 29. | Étoile Carouge FC          | 0                 | 0                 | 1                 | |    |    | |
| 29. | Blue Stars Zurych          | 0                 | 0                 | 1                 | |    |    | |

Mistrzostwa według kantonów:
Niemieckojezyczne – 75+1
Francuskojęzyczne – 33+1
Włoskojezyczne – 4